# リングフィールドパーク競馬場
リングフィールドパーク競馬場（Lingfield Park Racecourse）は、イギリスサリー州のリングフィールドに所在する競馬場である。

## 概要
1890年創設。芝コースによる障害および平地競走のほか、オールウェザーによる競走が行われ、年間90以上の開催日がある。
ダービーステークスのトライアル競走であるダービートライアルステークス（L）や、ヨーロッパの競馬で最も重要なオールウェザー競走の一つとされるウィンターダービー（G3）が施行されている。

## 歴史

「プリンス・オブ・ウェールズの羽根」

### 沿革
1890年、イギリス皇太子エドワードによって障害競走の競馬場として創設。競馬場の紋章には「プリンス・オブ・ウェールズの羽根」の使用が認められた。1894年には平地競走の施行も認可された。
1932年にはダービートライアルステークスが始まり、まもなくオークストライアルステークスも始まった。これらは、第二次世界大戦中、戦争省によってイタリア軍捕虜の収容所として徴用された時期を除いて、開催され続けた。
1987年イギリス競馬史上初のオールウェザーの設置計画が許可され、89年にエクイトラック馬場が敷設された。1997年、アリーナ・レーシング社によって買収された。2001年にはエクイトラックがポリトラック馬場に変更され、同馬場を用いる世界初の競馬場となった。
2002年から03年にかけて芝コースの向正面の改良が行われた。2009年、ポリトラックの劣化のため、オールウェザー馬場では史上初となる改修工事が行われた。ポリトラックの改修は2012年にも行われた。
2014年4月18日、賞金総額100万ポンドの「オールウェザーチャンピオンシップ」の最終日として、マッセルバラ競馬場と並んでイギリス競馬史上初となる聖金曜日の開催を行い、またその際にラップタイム測定装置を試行した。

### 観光業
1987年にはゴルフ場が併設された。2004年には観覧施設への投資も行われた。
2008年マリオット・ホテルとのフランチャイズ契約によりリングフィールドパーク・マリオットホテル&カントリークラブが設立され、2010年、二つの特別観覧席の跡地に様々な施設を含むホテルが開かれた。

## 主な競走
- G3
  - ウィンターダービー（英語版）
- L
  - ダービートライアルステークス